# Liste der Monuments historiques in Pibrac
Die Liste der Monuments historiques in Pibrac führt die Monuments historiques in der französischen Gemeinde Pibrac auf.

## Liste der Bauwerke
| Bezeichnung                                | Beschreibung              | Standort | Kennzeichnung | Schutzstatus   | Datum     | Bild           |
| ------------------------------------------ | ------------------------- | -------- | ------------- | -------------- | --------- | -------------- |
| Glockenturm der Kirche Ste-Marie-Madeleine |                           | (Lage)   | PA00094419    | Inscrit        | 1946      | weitere Bilder |
| Schloss                                    | Erbaut im 16. Jahrhundert | (Lage)   | PA00094418    | Inscrit Classé | 1932 1947 | weitere Bilder |